# 能登金剛

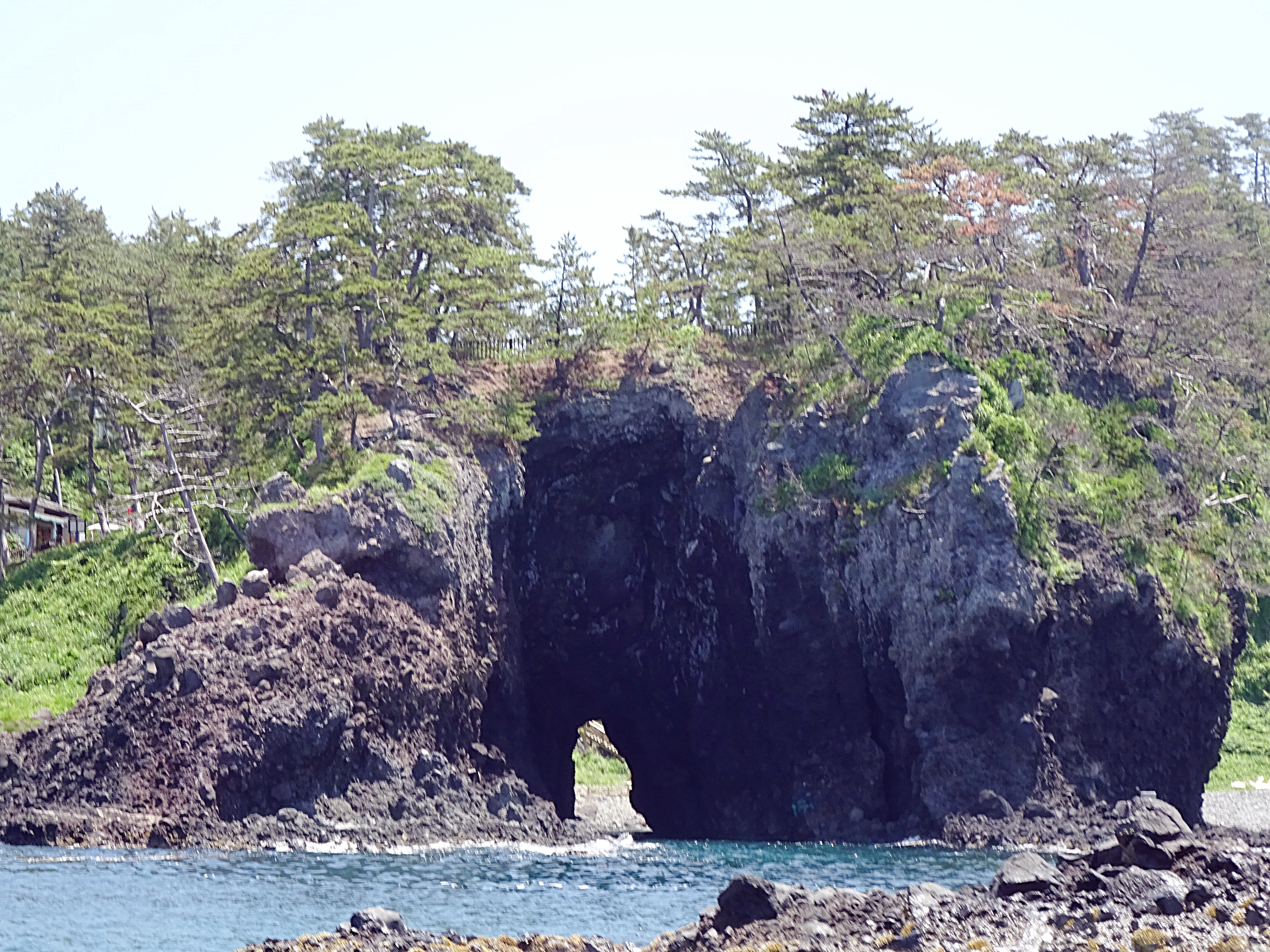
能登金剛巌門（志賀町）

能登金剛（のとこんごう）は、石川県能登地方（羽咋郡志賀町）に位置する景勝地。福浦港から関野鼻までの29kmにわたる海岸をいう。

## 概要
能登半島国定公園の代表的な景観の一つである。松本清張の小説『ゼロの焦点』（1959年刊行）の舞台となったことで、全国にその名を知られることになった。石川県の「新ふるさと探勝50選」に選定されており、ヤセの断崖、増穂浦、福浦には遊歩道が整備されている。また、能登金剛遊覧船により3隻体制で遊覧船が運航されている。
2007年の能登半島地震および2024年の能登半島地震では一部が被害を受けた。

## 見所

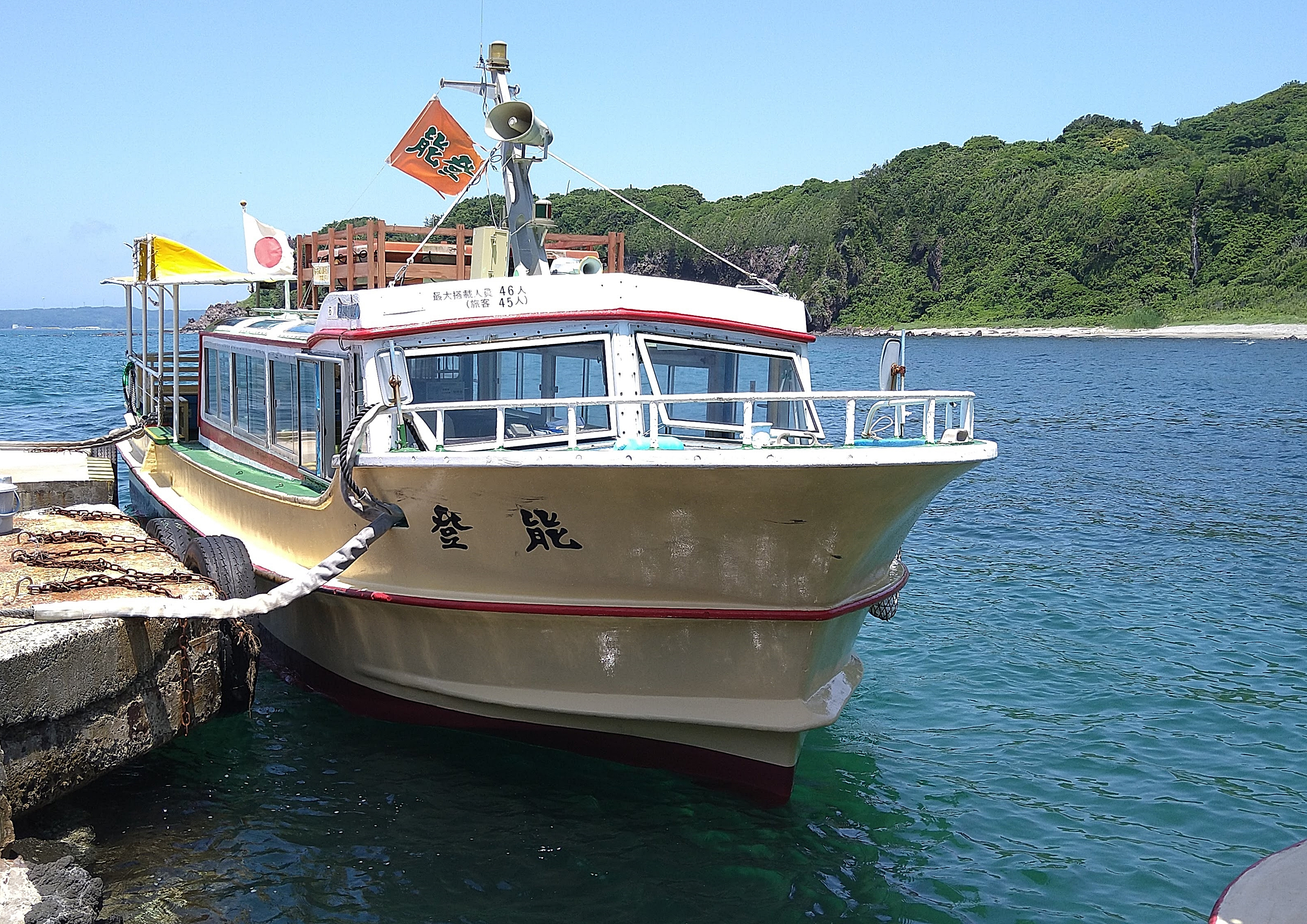
能登金剛遊覧船「能登」

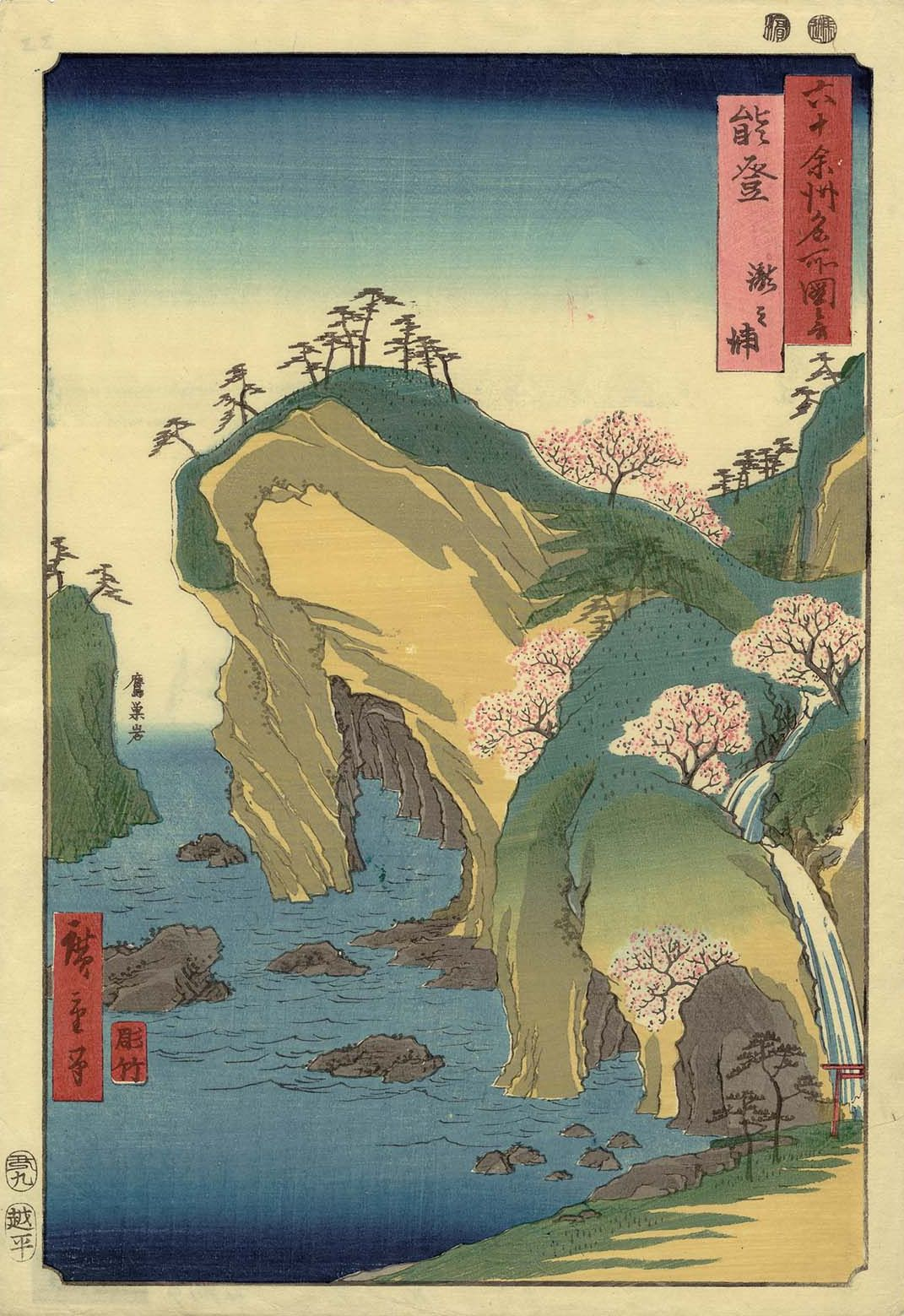
六十余州名所図会 『能登 瀧之浦』

一帯の海岸は日本海の荒波によって浸食されたもので、名称は対岸に位置する朝鮮半島有数の景勝地、金剛山（現北朝鮮、朝鮮民主主義人民共和国江原道に所在）に由来し、それに匹敵する景観という意味合いを持つ。見所としては巌門、関野鼻、機具岩、ヤセの断崖、碁盤島、吹上滝、増穂浦、玄徳岬などがある。歌川広重は六十余州名所図会の『能登 瀧之浦』に巌門、不動の滝、鷹の巣岩を描いている。

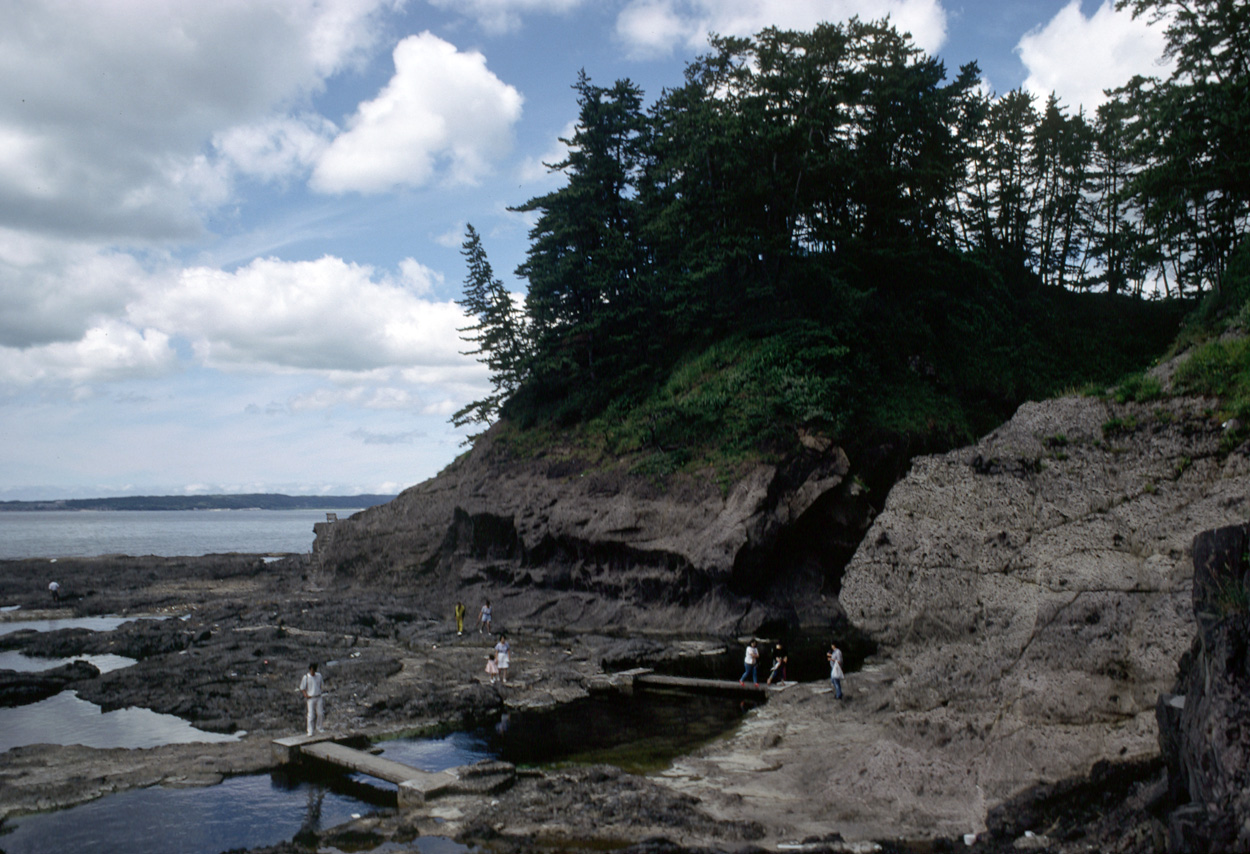
巌門
海岸に波による浸食で形成された洞門。奥州に向かう源義経一行が一時的に隠れ住んでいたとの伝承がある。松本清張『ゼロの焦点』の映画化やドラマ化の際にはロケ地にもなっており清張の歌碑が立つ。
機具岩（はたごいわ）
能登二見とも呼ばれる夫婦岩。夕陽が美しい。
関野鼻
岩質が軟らかい石灰質砂岩であることから、カブト岩、義経一太刀岩、弁慶二太刀岩などの奇岩がある。2007年10月現在、志賀町によって周辺の海岸付近への立ち入りが禁止されている。
増穂浦
遠浅の砂浜海岸。11月から3月にかけて「貝寄せの風」と呼ばれる風が吹き、海岸にはサクラガイ、ベニガイ、サギガイなどの貝殻がみられ、和歌浦や由比ガ浜ととともに日本三大美貝の地と称される。突堤には世界一長い、全長460.9mのベンチが設けられており観光名所となっている。
ヤセの断崖
垂直状の断崖絶壁。高いところでは海面から50mあるという。映画『ゼロの焦点』（1961年、2009年映画化）の舞台として知られる。2008年3月末まで立ち入りが禁止されていた。

## アクセス
巌門
- 車

のと里山海道西山IC下車、富来・門前方面へ。石川県道116号末吉七尾線、国道249号を経て、「松の木交差点」から石川県道301号若葉台松木線。道なりに石川県道36号志賀富来線へ続き、福浦港のある福浦地区を過ぎて旧道入ってすぐ。
能登有料道路（能越自動車道）徳田大津IC下車、羽咋方面へ。石川県道3号田鶴浜堀松線、石川県道236号松木代田線、石川県道301号若葉台松木線を経て、道なりに石川県道36号志賀富来線と続き、福浦地区を過ぎて旧道入ってすぐ。
- 公共交通

JR七尾線羽咋駅もしくは七尾駅、和倉温泉駅から北鉄能登バス「高浜」行き又は「富来」行き乗車。「高浜」下車後、タクシーで約15分。なお、「富来」バス停からもコミュニティバス（福浦線）を乗り継いで向かうこともできるが、本数が非常に少ない。この場合は「巌門」下車すぐ。
機具岩
- 車

国道249号で、羽咋方面からは生神（うるかみ）トンネル手前の交差点で、もしくは門前方面からは機具トンネル手前からそれぞれ旧道（生神集落内）へ入ってすぐ。
- 公共交通

JR七尾線羽咋駅から北鉄能登バス「富来」行き乗車。「生神」下車後、徒歩。
関野鼻、ヤセの断崖
- 車

国道249号で、志賀町と輪島市の市町境手前の三叉路で石川県道49号深谷中浜線を関野鼻方面へ。
- 公共交通

JR七尾線羽咋駅から北鉄能登バス「富来」行き乗車。「富来」下車後、タクシーで約20分。
増穂浦
- 車

国道249号の「増穂」交差点で石川県道49号深谷中浜線を増穂浦方面へ向かってすぐ。
- 公共交通

JR七尾線羽咋駅から北鉄能登バス「富来」行き乗車。「富来」下車後、タクシーで約5分。なお「富来」バス停近くの「富来病院」バス停からコミュニティバスで向かうこともできるが、本数が少ない。この場合は「増穂浦リゾート」バス停下車すぐ。